# Zmajan
Zmajan (olaszul: Smolan) egy lakatlan sziget Horvátországban, az Adriai-tengerben, Közép-Dalmáciában a Šibeniki szigetvilágban.

## Leírása
Északon Tijat szigete, nyugaton Kaprije szigete, délkeleten Obonjan szigete veszi körül. A sziget 3,3 km hosszú, legnagyobb szélessége 1,1 km, területe 3,3 km². Északnyugat-délkeleti irányban húzódik, legmagasabb része északnyugaton található (Zmajan, 145 m). Partjai meredekek, teljes hosszuk 12,3 km (a tagoltsági együttható 1,9). Nagyobb öblök a Smetnja vela, a Zaklošćica és a Bok. A part mentén találhatók a Galebinjak és a Bavljenac szigetek.